# 布雷 (塔恩-加龙省)
布雷（法語：Bourret，法語發音：[buʁɛ]）是法国奧克西塔尼大區塔恩-加龙省的一个市镇，属于蒙托邦区。

## 地理
布雷（43°56'37"N, 1°10'5"E）面积16.48 平方千米，位于法国奧克西塔尼大區塔恩-加龙省，该省份为法国西南部内陆省份，北起顺时针与洛特省、阿韦龙省、塔恩省、上加龙省、热尔省和洛特-加龙省接壤。
与布雷接壤的市镇（或旧市镇、城区）包括：埃斯卡塔朗、科尔德托洛萨讷、马斯格勒尼耶、蒙塔安、蒙泰什、圣萨尔多斯。

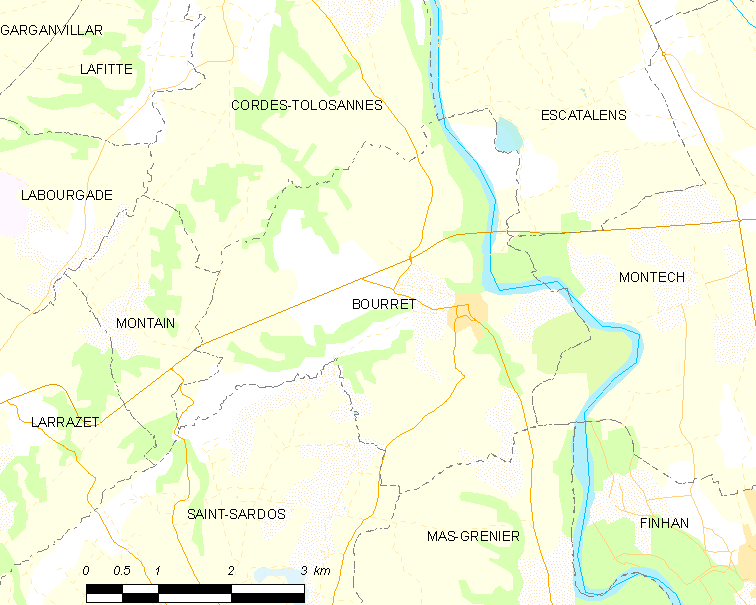
的OSM定位图

布雷的时区为UTC+01:00、UTC+02:00（夏令时）。

## 行政
布雷的邮政编码为82700，INSEE市镇编码为82023。

## 政治
布雷所属的省级选区为博蒙德洛马涅县。

## 人口

1962-2008年间人口变化图示

布雷于2022年1月1日时的人口数量为974人。